# Alexandre Jesus
Alexandre Jesus, pseudonimo di Alexandre de Jesus Jeruzalem Junior (Nova Lima, 16 settembre 2001), è un calciatore brasiliano, attaccante del Botafogo-SP.

## Carriera
Cresciuto nel settore giovanile del Cruzeiro, debutta in prima squadra il 22 gennaio 2020, in occasione dell'incontro del Campionato Mineiro vinto per 2-0 contro il Boa Esporte.
Il 28 dicembre 2020 viene acquistato dal Fluminense.

## Statistiche

### Presenze e reti nei club
Statistiche aggiornate al 18 agosto 2023.
| Stagione          | Squadra           | Campionato        | Campionato | Campionato | Coppe nazionali | Coppe nazionali | Coppe nazionali | Coppe continentali | Coppe continentali | Coppe continentali | Altre coppe | Altre coppe | Altre coppe | Totale | Totale |
| Stagione          | Squadra           | Comp              | Pres       | Reti       | Comp            | Pres            | Reti            | Comp               | Pres               | Reti               | Comp        | Pres        | Reti        | Pres   | Reti   |
| ----------------- | ----------------- | ----------------- | ---------- | ---------- | --------------- | --------------- | --------------- | ------------------ | ------------------ | ------------------ | ----------- | ----------- | ----------- | ------ | ------ |
| 2020              | Cruzeiro          | M1/MG+B           | 4+0        | 0          | CB              | 1               | 1               |                    | -                  | -                  |             | -           | -           | 5      | 1      |
| 2021              | Fluminense        | A/RJ+A            | 2+1        | 1+0        | CB              | 0               | 0               | CL                 | 0                  | 0                  |             | -           | -           | 3      | 1      |
| 2022              | Fluminense        | A/RJ+A            | 0+5        | 0          | CB              | 1               | 0               | CL+CS              | 0                  | 0                  |             | -           | -           | 6      | 0      |
| 2023              | Fluminense        | A/RJ+A            | 0+1        | 0          | CB              | 1               | 0               | CL                 | 0                  | 0                  |             | -           | -           | 2      | 0      |
| Totale Fluminense | Totale Fluminense | Totale Fluminense | 9          | 1          |                 | 2               | 0               |                    | 0                  | 0                  |             | -           | -           | 11     | 1      |
| 2023              | Tombense          | B                 | 7          | 1          | CB              | 0               | 0               |                    | -                  | -                  |             | -           | -           | 7      | 1      |
| Totale carriera   | Totale carriera   | Totale carriera   | 20         | 2          |                 | 3               | 1               |                    | 0                  | 0                  |             | -           | -           | 23     | 3      |

## Palmarès

### Club

#### Competizioni statali
- Campionato Carioca: 1

Fluminense: 2022
- Taça Guanabara: 1

Fluminense: 2022

#### Competizioni internazionali
- Recopa Sudamericana: 1

Fluminense: 2024